# قسم الثلاث (حبيش)

تعديل مصدري - تعديل

قسم الثلاث محلة تابعة لقرية السهولة، التابعة لعزلة صائر بمديرية حبيش إحدى مديريات محافظة إب في الجمهورية اليمنية، بلغ تعداد سكانها 39 حسب تعداد اليمن لعام 2004.